# Coll del Mener
El Coll del Mener és una collada situada a 1.566 metres d'altitud en el lloc on es troben els termes comunals de Mosset i d'Orbanyà, tots dos de la comarca del Conflent, a la Catalunya del Nord.
És un coll de muntanya situat a la zona sud-oest del terme de Mosset i al nord del d'Orbanyà, al sud-est del Pic del Torn i a prop al nord-oest del Puig del Rocater.